# ラット (1983年のアルバム)
『ラット』（Ratt）は、ラットが1983年にリリースしたデビュー・ミニアルバム。

## 収録曲
1. スウィート・チーター - Sweet Cheater  [2:41]
Words / Music: Robbin Crosby, Stephen Pearcy
2. ユー・シンク・ユアー・タフ - You Think You're Tough  [3:40]
Words / Music: Crosby, Pearcy
3. ユー・ゴット・イット - U Got It [3:01]
Words / Music: Crosby, Pearcy
4. テル・ザ・ワールド - Tell The World [3:15]
Words / Music: Crosby, Pearcy
5. バック・フォー・モア - Back For More [4:42]
Words / Music: Crosby, Pearcy
6. ウォーキン・ザ・ドッグ - Walkin' The Dog [3:38]
Words / Music: Rufus Thomas

## 参加ミュージシャン
- スティーヴン・パーシー (Stephen Pearcy)  - ボーカル
- ウォーレン・デ・マルティーニ (Warren DeMartini)  - ギター
- ロビン・クロスビー (Robbin Crosby) - ギター
- フアン・クルーシエ (Juan Croucier)  - ベース
- ボビー・ブロッツァー (Bobby Blotzer)  - ドラム